# Sichuan Blue Whales
Maillots
Actualités
Le Sichuan Blue Whales, également connu sous le nom de Sichuan Jinqiang ou le Sichuan Jinqiang Blue Whales, est une équipe de basket-ball professionnelle basée dans le district de Wenjiang à  Chengdu dans le Sichuan en Chine. Elle évolue  dans la division nord du championnat de Chine de basket-ball (CBA). Le groupe Jinqiang est le sponsor corporatif du club tandis que sa mascotte est une baleine bleue. 
En 2016, l'équipe a remporté le championnat CBA lors de sa première apparition en finale, en battant les Liaoning Flying Leopards 4-1 dans le meilleur des sept séries. Ils sont devenus le cinquième club à remporter le titre au sein de la ligue, et l'équipe d'expansion la plus rapide à avoir remporté le titre, remportant le titre lors de leur troisième campagne dans le championnat. 

## Histoire
L'équipe a intégré le championnat CBA lors de la saison 2013-2014. 
Le club a reçu l'attention des médias internationaux pendant la saison 2014-2015, après avoir signé l'ancien All-Star de la NBA, Metta World Peace.  Dans le cadre de son déménagement en Chine, l'homme né sous le nom de Ron Artest s'est rapidement donné un nouveau nom, The Panda's Friend. 
Cependant, l'équipe a raté les Playoffs du CBA deux années consécutives, terminant 18e des 20 clubs avec un bilan de 8 victoires pour 30 défaites. De plus, World Peace est parti en Italie à la fin de la saison. Son départ a laissé les Blue Whales adopter une approche offensive différente pour la saison 2015-2016. 
Au cours de la campagne qui a suivi, Sichuan atteindra un succès surprenant en terminant à la troisième place du classement de la saison régulière avec un bilan de 30-8. Les Blue Whales ont égalé les Xinjiang Flying Tigers, deuxième au classement de la saison régulière, et se sont affrontés en demi-finale des Playoffs. L'équipe s'est qualifiée pour la finale de 2016 contre les Liaoning Flying Leopards, après avoir battu les Zhejiang Lions en finale de division Nord. 
Pendant la finale, les Blue Whales ont perdu leur premier match contre les Flying Leopards, têtes de série, avant de remporter quatre matchs consécutifs pour remporter leur tout premier titre de champion. Hamed Haddadi sera également le premier asiatique, à ne pas être né dans une providence chinoise, à être nommé MVP des Finales CBA en 2016. 

## Entraîneurs
- Juillet-décembre 2018 :  Dirk Bauermann

## Joueurs notables
- Hassan Whiteside (2013)
- Chang Tsung-hsien (en) (2013-2015)
- /  Hervé Lamizana (2013)
- Darius Johnson-Odom (2013)
- D.J. White (2013-2014)
- Hamed Haddadi (2013-2014, 2015-)
- Daniel Orton (2014-2015)
- Metta World Peace (2014-2015)
- Mike Harris (2015-2017)
- Josh Smith (2016-2017)
- Liu Wei (2016-2018)